# Yvorne
Yvorne este un oraș în Elveția.